# Fedora (film fra 1918)
 For alternative betydninger, se Fedora. (Se også artikler, som begynder med Fedora)
Fedora er en amerikansk stumfilm fra 1918 af Edward José.

## Handling
Den smukke russiske prinsesse er forelske i Grev Vladimir Androvittj og rømmer om ægteskab. Grev Androvitj bliver skudt or Loris Ipanoff, der har overrasket greven i sin hustrues værelse. Feodora tror, at drabet er politisk motiveret drager til Paris med politimanden Gretch for at konfrontere Ipanoff, der tilstår drabet. Fedora giver oplysningen videre til politigeneral Zariskene, hvilket leder til, at Ipanoffs bror arresteres og dræbes, hvorefter Ipanoffs mor dør af chocket. Selvom Ipanoff elsker Fedora, forsøger han at kvæle hende, men bliver afbrudt, da det banker på døren. Den besgøøgende fortæller Ipanoff, at Fedora ikke kendte til omstændighederne ved Vladimirs død. Ipanoff løber tilbage til den skyldsplagede Fedora og når at redde hende fra at tage sit eget liv.

## Medvirkende
- Pauline Frederick som Fedora
- Alfred Hickman som Gretch
- Jere Austin som Louis Ipanoff
- William L. Abingdon som Zariskene
- John Merkyl som Vladimir Androvitch